# Wings for Life World Run
Wings for Life World Run — соревнование в формате забега, проводимое с 2014 года в первые выходные мая. Целью соревнования является сбор средств для некоммерческого фонда «Wings for Life.» Все средства, вырученные со вступительных взносов, полностью перечисляются в пользу фонда.
Основной особенностью этих соревнований  является то, что общее расстояние забега зависит от темпа участника. Через полчаса после старта специальный автомобиль-финиш ("catcher car") выезжает на трассу и движется со скоростью, описанной в регламенте соревнований. Участники, которых догнал автомобиль, снимаются с дистанции до тех пор, пока не останется только один победитель. Забег проходит в 35 странах по всему миру в одно и то же время, а также транслируется в прямом эфире на Red Bull TV.